# Bundestagswahlkreis Köln I
Der Wahlkreis Köln I (Wahlkreis 92; bis zur Bundestagswahl 2021 Wahlkreis 93) ist ein Bundestagswahlkreis in Nordrhein-Westfalen. Er umfasst den nördlichen und östlichen Teil des Stadtbezirks 1 Innenstadt der kreisfreien Stadt Köln mit den Stadtteilen Altstadt-Nord, Neustadt-Nord und Deutz und den südöstlichen Teil mit den Stadtbezirken 7 Porz und 8 Kalk.

## Wahlkreisgeschichte
| Wahl      | Wahlkreisname | Gebiet |
| --------- | ------------- | --- |
| 1949      | 7 Köln I      | Linksrheinisches Stadtgebiet nördlich der Linie Aachener Straße – Innere Kanalstraße                         |
| 1953–1961 | 66 Köln I     | Linksrheinisches Stadtgebiet nördlich der Linie Aachener Straße – Innere Kanalstraße                         |
| 1965–1976 | 59 Köln I     | Gebiet des heutigen Stadtbezirks Innenstadt sowie Kalk, Humboldt-Gremberg und Poll                           |
| 1980–1998 | 59 Köln I     | Stadtbezirke Innenstadt und Porz                                                                             |
| 2002–2009 | 94 Köln I     | Vom Stadtbezirk Innenstadt die Stadtteile Altstadt-Nord, Neustadt-Nord und Deutz, Stadtbezirke Porz und Kalk |
| 2013–2021 | 93 Köln I     | Vom Stadtbezirk Innenstadt die Stadtteile Altstadt-Nord, Neustadt-Nord und Deutz, Stadtbezirke Porz und Kalk |
| 2025–     | 92 Köln I     | Vom Stadtbezirk Innenstadt die Stadtteile Altstadt-Nord, Neustadt-Nord und Deutz, Stadtbezirke Porz und Kalk |

## Wahlkreisabgeordnete
| Wahl | Abgeordneter | Abgeordneter            | Partei | Stimmen in % |
| ---- | ------------ | ----------------------- | ------ | ------------ |
| 1949 |              | Aenne Brauksiepe        | CDU    | 42,2         |
| 1953 | 53,5         | Aenne Brauksiepe        | CDU    |              |
| 1957 | 58,4         | Aenne Brauksiepe        | CDU    |              |
| 1961 | 50,0         | Aenne Brauksiepe        | CDU    |              |
| 1965 |              | Hans-Jürgen Wischnewski | SPD    | 46,0         |
| 1969 | 54,1         | Hans-Jürgen Wischnewski | SPD    |              |
| 1972 | 58,5         | Hans-Jürgen Wischnewski | SPD    |              |
| 1976 | 52,5         | Hans-Jürgen Wischnewski | SPD    |              |
| 1980 | 50,5         | Hans-Jürgen Wischnewski | SPD    |              |
| 1983 | 48,9         | Hans-Jürgen Wischnewski | SPD    |              |
| 1987 | 47,3         | Hans-Jürgen Wischnewski | SPD    |              |
| 1990 |              | Walter Rempe            | SPD    | 45,2         |
| 1994 |              | Volkmar Schultz         | SPD    | 45,0         |
| 1998 | 51,6         | Volkmar Schultz         | SPD    |              |
| 2002 |              | Martin Dörmann          | SPD    | 50,0         |
| 2005 | 48,6         | Martin Dörmann          | SPD    |              |
| 2009 | 35,0         | Martin Dörmann          | SPD    |              |
| 2013 | 37,0         | Martin Dörmann          | SPD    |              |
| 2017 |              | Karsten Möring          | CDU    | 31,6         |
| 2021 |              | Sanae Abdi              | SPD    | 27,9         |
| 2025 | 24,9         | Sanae Abdi              | SPD    |              |

## Wahlergebnisse

### Bundestagswahl 2025
| Kandidaten                                             | Kandidaten                 | Parteien/Listen     | Erststimmen | Erststimmen | Zweitstimmen | Zweitstimmen |
| Kandidaten                                             | Kandidaten                 | Parteien/Listen     | Stimmen     | %           | Stimmen      | %            |
| ------------------------------------------------------ | -------------------------- | ------------------- | ----------- | ----------- | ------------ | ------------ |
|                                                        | Sanae Abdigewählt im WK    | SPD                 | 37.717      | 24,9        | 29.775       | 19,6         |
|                                                        | Serap Güler                | CDU                 | 37.261      | 24,6        | 33.934       | 22,3         |
|                                                        | Roman Schulte              | GRÜNE               | 30.496      | 20,1        | 27.274       | 17,9         |
|                                                        | Fardad Hooghoughi          | FDP                 | 4.672       | 3,1         | 6.407        | 4,2          |
|                                                        | Fabian Jacobi              | AfD                 | 20.022      | 13,2        | 18.853       | 12,4         |
|                                                        | Kalle Gerigk               | Die Linke           | 16.894      | 11,1        | 22.716       | 14,9         |
|                                                        | –                          | Tierschutzpartei    | –           | –           | 1.600        | 1,1          |
|                                                        | –                          | Die PARTEI          | –           | –           | 851          | 0,6          |
|                                                        | –                          | dieBasis            | –           | –           | 297          | 0,2          |
|                                                        | –                          | Team Todenhöfer     | –           | –           | 344          | 0,2          |
|                                                        | Dominik Karl-Heinz Meißner | FREIE WÄHLER        | 1.488       | 1,0         | 580          | 0,4          |
|                                                        | Mihir Ignatius Nayak       | Volt                | 2.698       | 1,8         | 1.671        | 1,1          |
|                                                        | Elisabeth Höchtl           | MLPD                | 347         | 0,2         | 96           | 0,1          |
|                                                        | –                          | PdF                 | –           | –           | 310          | 0,2          |
|                                                        | –                          | BÜNDNIS DEUTSCHLAND | –           | –           | 181          | 0,1          |
|                                                        | –                          | BSW                 | –           | –           | 7.170        | 4,7          |
|                                                        | –                          | MERA25              | –           | –           | 125          | 0,1          |
|                                                        | –                          | WerteUnion          | –           | –           | 50           | 0,0          |
| Gesamt                                                 | Gesamt                     | Gesamt              | 151.595     | 100         | 152.234      | 100          |
|                                                        |                            |                     |             |             |              |              |
| Ungültige Stimmen                                      | Ungültige Stimmen          | Ungültige Stimmen   | 1.515       | 1,0         | 876          | 0,6          |
| Wähler                                                 | Wähler                     | Wähler              | 153.110     | 80,2        | 153.110      | 80,2         |
| Wahlberechtigte                                        | Wahlberechtigte            | Wahlberechtigte     | 190.951     |             | 190.951      |              |
|                                                        |                            |                     |             |             |              |              |
| Quellen: Die Bundeswahlleiterin, Kandidaten – Ergebnis |                            |                     |             |             |              |              |

### Bundestagswahl 2021
| Kandidaten                                             | Kandidaten                | Parteien/Listen      | Erststimmen | Erststimmen | Zweitstimmen | Zweitstimmen |
| Kandidaten                                             | Kandidaten                | Parteien/Listen      | Stimmen     | %           | Stimmen      | %            |
| ------------------------------------------------------ | ------------------------- | -------------------- | ----------- | ----------- | ------------ | ------------ |
|                                                        | Karsten Möring            | CDU                  | 31.636      | 22,6        | 27.695       | 19,8         |
|                                                        | Sanae Abdigewählt im WK   | SPD                  | 38.985      | 27,9        | 36.933       | 26,4         |
|                                                        | Reinhard Houben           | FDP                  | 11.490      | 8,2         | 15.040       | 10,7         |
|                                                        | Fabian Jacobi             | AfD                  | 8.789       | 6,3         | 8.363        | 6,0          |
|                                                        | Lisa-Marie Friede         | GRÜNE                | 33.405      | 23,9        | 33.501       | 23,9         |
|                                                        | Madeleine Eisfeld         | DIE LINKE            | 7.213       | 5,2         | 8.267        | 5,9          |
|                                                        | Aaron Baron von Kruedener | Die PARTEI           | 2.768       | 2,0         | 1.607        | 1,1          |
|                                                        | –                         | Tierschutzpartei     | –           | –           | 1.704        | 1,2          |
|                                                        | –                         | PIRATEN              | –           | –           | 548          | 0,4          |
|                                                        | Detlef Hagenbruch         | FREIE WÄHLER         | 1.108       | 0,8         | 753          | 0,5          |
|                                                        | –                         | NPD                  | –           | –           | 76           | 0,1          |
|                                                        | –                         | ÖDP                  | –           | –           | 88           | 0,1          |
|                                                        | –                         | V-Partei³            | –           | –           | 109          | 0,1          |
|                                                        | –                         | Gesundheitsforschung | –           | –           | 127          | 0,1          |
|                                                        | Elisabeth Höchtl          | MLPD                 | 181         | 0,1         | 64           | 0,0          |
|                                                        | –                         | Die Humanisten       | –           | –           | 152          | 0,1          |
|                                                        | –                         | DKP                  | –           | –           | 43           | 0,0          |
|                                                        | –                         | SGP                  | –           | –           | 15           | 0,0          |
|                                                        | Ralf Schäfer              | dieBasis             | 1.615       | 1,2         | 1.327        | 0,9          |
|                                                        | –                         | Bündnis C            | –           | –           | 72           | 0,1          |
|                                                        | –                         | du.                  | –           | –           | 116          | 0,1          |
|                                                        | –                         | LIEBE                | –           | –           | 173          | 0,1          |
|                                                        | –                         | LKR                  | –           | –           | 27           | 0,0          |
|                                                        | –                         | PdF                  | –           | –           | 67           | 0,0          |
|                                                        | –                         | LfK                  | –           | –           | 105          | 0,1          |
|                                                        | –                         | Team Todenhöfer      | –           | –           | 1.768        | 1,3          |
|                                                        | Rebekka Müller            | Volt                 | 2.353       | 1,7         | 1.340        | 1,0          |
|                                                        | Martin Josef Przybylski   | Einzelbewerber       | 261         | 0,2         | –            | –            |
| Gesamt                                                 | Gesamt                    | Gesamt               | 139.804     | 100         | 140.080      | 100          |
|                                                        |                           |                      |             |             |              |              |
| Ungültige Stimmen                                      | Ungültige Stimmen         | Ungültige Stimmen    | 1.097       | 0,8         | 821          | 0,6          |
| Wähler                                                 | Wähler                    | Wähler               | 140.901     | 73,9        | 140.901      | 73,9         |
| Wahlberechtigte                                        | Wahlberechtigte           | Wahlberechtigte      | 190.630     |             | 190.630      |              |
|                                                        |                           |                      |             |             |              |              |
| Quellen: Die Bundeswahlleiterin, Kandidaten – Ergebnis |                           |                      |             |             |              |              |

### Bundestagswahl 2017
| Gegenstand der Nachweisung | Gegenstand der Nachweisung | Erst- stimmen | Erst- stimmen | Zweit- stimmen | Zweit- stimmen |
| Bewerber                   | Partei                     | Anzahl        | %             | Anzahl         | %              |
| -------------------------- | -------------------------- | ------------- | ------------- | -------------- | -------------- |
| Wahlberechtigte            | Wahlberechtigte            | 192.571       | 100,0         | 192.571        | 100,0          |
| Wähler                     | Wähler                     | 139.718       | 72,6          | 139.718        | 72,6           |
| Ungültige Stimmen          | Ungültige Stimmen          | 1.522         | 1,1           | 1.087          | 0,8            |
| Gültige Stimmen            | Gültige Stimmen            | 138.196       | 98,9          | 138.631        | 99,2           |
| davon                      |                            |               |               |                |                |
| Karsten Möring             | CDU                        | 43.683        | 31,6          | 36.584         | 26,4           |
| Martin Dörmann             | SPD                        | 42.799        | 31,0          | 33.694         | 24,3           |
| Hans Schwanitz             | Bündnis 90/Die Grünen      | 13.535        | 9,8           | 15.785         | 11,4           |
| Murat Yilmaz               | Die Linke                  | 11.898        | 8,6           | 15.257         | 11,0           |
| Reinhard Houben            | FDP                        | 10.652        | 7,7           | 18.058         | 13,0           |
| Fabian Jacobi              | AfD                        | 11.952        | 8,6           | 12.282         | 8,9            |
|                            | Piraten                    | –             | –             | 691            | 0,5            |
|                            | NPD                        | –             | –             | 223            | 0,2            |
| Sabine Kader               | Die PARTEI                 | 3.369         | 2,4           | 1.903          | 1,4            |
|                            | FREIE WÄHLER               | –             | –             | 355            | 0,3            |
|                            | Volksabstimmung            | –             | –             | 136            | 0,1            |
|                            | ÖDP                        | –             | –             | 164            | 0,1            |
| Reiner Dworschak           | MLPD                       | 308           | 0,2           | 155            | 0,1            |
|                            | SGP                        | –             | –             | 16             | 0,0            |
|                            | AD-Demokraten              | –             | –             | 971            | 0,7            |
|                            | BGE                        | –             | –             | 233            | 0,2            |
|                            | DiB                        | –             | –             | 398            | 0,3            |
|                            | DKP                        | –             | –             | 38             | 0,0            |
|                            | DM                         | –             | –             | 140            | 0,1            |
|                            | Die Humanisten             | –             | –             | 150            | 0,1            |
|                            | Gesundheitsforschung       | –             | –             | 146            | 0,1            |
|                            | Tierschutzpartei           | –             | –             | 1.068          | 0,8            |
|                            | V-Partei³                  | –             | –             | 184            | 0,1            |

### Bundestagswahl 2013
| Gegenstand der Nachweisung | Gegenstand der Nachweisung | Erst- stimmen | Erst- stimmen | Zweit- stimmen | Zweit- stimmen |
| Bewerber                   | Partei                     | Anzahl        | %             | Anzahl         | %              |
| -------------------------- | -------------------------- | ------------- | ------------- | -------------- | -------------- |
| Wahlberechtigte            | Wahlberechtigte            | 191.277       | 100,0         | 191.277        | 100,0          |
| Wähler                     | Wähler                     | 132.837       | 69,4          | 132.837        | 69,4           |
| Ungültige Stimmen          | Ungültige Stimmen          | 1.445         | 1,1           | 1.235          | 0,9            |
| Gültige Stimmen            | Gültige Stimmen            | 131.392       | 100,0         | 131.602        | 100,0          |
| davon                      |                            |               |               |                |                |
| Karsten Möring             | CDU                        | 48.232        | 36,7          | 43.863         | 33,3           |
| Martin Dörmann             | SPD                        | 48.632        | 37,0          | 40.759         | 31,0           |
| Stefanie Ruffen            | FDP                        | 3.243         | 2,5           | 7.235          | 5,5            |
| Berivan Aymaz              | GRÜNE                      | 13.513        | 10,3          | 16.056         | 12,2           |
| Heinz Peter Karl Fischer   | DIE LINKE                  | 8.583         | 6,5           | 10.709         | 8,1            |
| Gerald Günther Teybig      | PIRATEN                    | 3.361         | 2,6           | 3.501          | 2,7            |
| Melanie Händelkes          | NPD                        | 1.329         | 1,0           | 1.032          | 0,8            |
|                            | REP                        | –             | –             | 168            | 0,1            |
|                            | Bündnis 21/RRP             | –             | –             | 80             | 0,1            |
|                            | Volksabstimmung            | –             | –             | 208            | 0,2            |
|                            | ÖDP                        | –             | –             | 204            | 0,2            |
|                            | MLPD                       | –             | –             | 73             | 0,1            |
| Tamas Antal Bech           | BüSo                       | 170           | 0,1           | 61             | 0,0            |
|                            | PSG                        | –             | –             | 31             | 0,0            |
| Hendrik Rottmann           | AfD                        | 3.885         | 3,0           | 5.367          | 4,1            |
|                            | BIG                        | –             | –             | 254            | 0,2            |
|                            | pro Deutschland            | –             | –             | 411            | 0,3            |
|                            | DIE RECHTE                 | –             | –             | 18             | 0,0            |
| Christine-Maria Hudyma     | FREIE WÄHLER               | 444           | 0,3           | 337            | 0,3            |
|                            | Nichtwähler                | –             | –             | 241            | 0,2            |
|                            | PDV                        | –             | –             | 111            | 0,1            |
|                            | Die PARTEI                 | –             | –             | 883            | 0,7            |

### Bundestagswahl 2009
| Gegenstand der Nachweisung | Gegenstand der Nachweisung | Erst- stimmen | Erst- stimmen | Zweit- stimmen | Zweit- stimmen |
| Bewerber                   | Partei                     | Anzahl        | %             | Anzahl         | %              |
| -------------------------- | -------------------------- | ------------- | ------------- | -------------- | -------------- |
| Wahlberechtigte            | Wahlberechtigte            | 186.798       | 100,0         | 186.798        | 100,0          |
| Wähler                     | Wähler                     | 127.011       | 68,0          | 127.011        | 68,0           |
| Ungültige Stimmen          | Ungültige Stimmen          | 1.718         | 1,4           | 1.178          | 0,9            |
| Gültige Stimmen            | Gültige Stimmen            | 125.293       | 100,0         | 125.833        | 100,0          |
| davon                      |                            |               |               |                |                |
| Martin Dörmann             | SPD                        | 43.837        | 35,0          | 33.774         | 26,8           |
| Ursula Heinen-Esser        | CDU                        | 42.094        | 33,6          | 34.195         | 27,2           |
| Alexander Vogel            | FDP                        | 10.902        | 8,7           | 18.981         | 15,1           |
| Max Löffler                | GRÜNE                      | 15.557        | 12,4          | 20.019         | 15,9           |
| Cindy Kolter               | DIE LINKE                  | 10.614        | 8,5           | 12.092         | 9,6            |
| Benedikt Frings            | NPD                        | 1.971         | 1,6           | 1.398          | 1,1            |
|                            | Die Tierschutzpartei       | –             | –             | 816            | 0,6            |
|                            | FAMILIE                    | –             | –             | 433            | 0,3            |
|                            | REP                        | –             | –             | 368            | 0,3            |
|                            | Volksabstimmung            | –             | –             | 179            | 0,1            |
|                            | MLPD                       | –             | –             | 70             | 0,1            |
|                            | PSG                        | –             | –             | 20             | 0,0            |
|                            | ZENTRUM                    | –             | –             | 74             | 0,1            |
|                            | BüSo                       | –             | –             | 25             | 0,0            |
|                            | DVU                        | –             | –             | 53             | 0,0            |
|                            | ödp                        | –             | –             | 146            | 0,1            |
|                            | PIRATEN                    | –             | –             | 2.522          | 2,0            |
|                            | RRP                        | –             | –             | 214            | 0,2            |
|                            | RENTNER                    | –             | –             | 454            | 0,4            |
| Mali Dieckmann             | Einzelbewerber             | 318           | 0,3           | –              | –              |

### Bundestagswahl 2005
| Gegenstand der Nachweisung | Gegenstand der Nachweisung | Erst- stimmen | Erst- stimmen | Zweit- stimmen | Zweit- stimmen |
| Bewerber                   | Partei                     | Anzahl        | %             | Anzahl         | %              |
| -------------------------- | -------------------------- | ------------- | ------------- | -------------- | -------------- |
| Wahlberechtigte            | Wahlberechtigte            | 184.010       | 100,0         | 184.010        | 100,0          |
| Wähler                     | Wähler                     | 137.164       | 74,5          | 137.164        | 74,5           |
| Ungültige Stimmen          | Ungültige Stimmen          | 708           | 0,5           | 480            | 0,3            |
| Gültige Stimmen            | Gültige Stimmen            | 136.456       | 100,0         | 136.684        | 100,0          |
| davon                      |                            |               |               |                |                |
| Martin Dörmann             | SPD                        | 66.317        | 48,6          | 54.131         | 39,6           |
| Ursula Heinen              | CDU                        | 46.224        | 33,9          | 37.104         | 27,1           |
| Ulrich Breite              | FDP                        | 5.516         | 4,0           | 15.085         | 11,0           |
| Sabine Jutta Müller        | GRÜNE                      | 9.992         | 7,3           | 18.127         | 13,3           |
| Claus Ludwig               | Die Linke.                 | 6.717         | 4,9           | 8.340          | 6,1            |
|                            | REP                        | –             | –             | 411            | 0,3            |
|                            | Die Tierschutzpartei       | –             | –             | 591            | 0,4            |
| Bruno Kirchner             | NPD                        | 1.286         | 0,9           | 1.079          | 0,8            |
|                            | FAMILIE                    | –             | –             | 405            | 0,3            |
|                            | GRAUE                      | –             | –             | 912            | 0,7            |
|                            | PBC                        | –             | –             | 105            | 0,1            |
|                            | ZENTRUM                    | –             | –             | 47             | 0,0            |
|                            | BüSo                       | –             | –             | 38             | 0,0            |
|                            | Deutschland                | –             | –             | 157            | 0,1            |
|                            | MLPD                       | –             | –             | 61             | 0,0            |
|                            | PSG                        | –             | –             | 91             | 0,1            |
| Helmut Rohe                | Einzelbewerber             | 404           | 0,3           | –              | –              |

### Bundestagswahl 2002
| Gegenstand der Nachweisung | Gegenstand der Nachweisung | Erst- stimmen | Erst- stimmen | Zweit- stimmen | Zweit- stimmen |
| Bewerber                   | Partei                     | Anzahl        | %             | Anzahl         | %              |
| -------------------------- | -------------------------- | ------------- | ------------- | -------------- | -------------- |
| Wahlberechtigte            | Wahlberechtigte            | 181.207       | 100,0         | 181.207        | 100,0          |
| Wähler                     | Wähler                     | 137.261       | 75,7          | 137.261        | 75,7           |
| Ungültige Stimmen          | Ungültige Stimmen          | 631           | 0,5           | 377            | 0,3            |
| Gültige Stimmen            | Gültige Stimmen            | 136.630       | 99,5          | 136.884        | 99,7           |
| davon                      |                            |               |               |                |                |
| Martin Dörmann             | SPD                        | 68.345        | 50,0          | 58.715         | 42,9           |
| Ursula Heinen              | CDU                        | 44.267        | 32,4          | 39.809         | 29,1           |
| Marco Mendorf              | FDP                        | 7.407         | 5,4           | 11.815         | 8,6            |
| Ralph Scherbaum            | GRÜNE                      | 12.469        | 9,1           | 20.765         | 15,2           |
| Ursula Lötzer              | PDS                        | 2.213         | 1,6           | 2.617          | 1,9            |
|                            | REP                        | –             | –             | 580            | 0,4            |
| Josef Hilger               | GRAUE                      | 998           | 0,7           | 510            | 0,4            |
|                            | Die Tierschutzpartei       | –             | –             | 387            | 0,3            |
|                            | FAMILIE                    | –             | –             | 174            | 0,1            |
|                            | NPD                        | –             | –             | 412            | 0,3            |
|                            | PBC                        | –             | –             | 116            | 0,1            |
|                            | ödp                        | –             | –             | 59             | 0,0            |
|                            | CM                         | –             | –             | 35             | 0,0            |
|                            | DIE FRAUEN                 | –             | –             | 119            | 0,1            |
|                            | BüSo                       | –             | –             | 21             | 0,0            |
|                            | Die Violetten              | –             | –             | 34             | 0,0            |
|                            | ZENTRUM                    | –             | –             | 15             | 0,0            |
|                            | HP                         | –             | –             | 19             | 0,0            |
| Kurt-Werner Mecke          | Schill                     | 769           | 0,6           | 682            | 0,5            |
| Rita Werner                | Einzelbewerberin           | 162           | 0,1           | –              | –              |

### Bundestagswahl 1998
| Gegenstand der Nachweisung | Gegenstand der Nachweisung | Erst- stimmen | Erst- stimmen | Zweit- stimmen | Zweit- stimmen |
| Bewerber                   | Partei                     | Anzahl        | %             | Anzahl         | %              |
| -------------------------- | -------------------------- | ------------- | ------------- | -------------- | -------------- |
| Wahlberechtigte            | Wahlberechtigte            | 157.425       | 100,0         | 157.425        | 100,0          |
| Wähler                     | Wähler                     | 128.592       | 81,7          | 128.592        | 81,7           |
| Ungültige Stimmen          | Ungültige Stimmen          | 1.534         | 1,2           | 1.046          | 0,8            |
| Gültige Stimmen            | Gültige Stimmen            | 127.058       | 100,0         | 127.546        | 100,0          |
| davon                      |                            |               |               |                |                |
| Volkmar Schultz            | SPD                        | 63.506        | 50,0          | 55.969         | 43,9           |
| Ursula Heinen              | CDU                        | 39.341        | 31,0          | 34.367         | 26,9           |
| Ralph Sterck               | F.D.P.                     | 3.644         | 2,9           | 9.288          | 7,3            |
| Volker Beck                | GRÜNE                      | 16.196        | 12,7          | 20.385         | 16,0           |
| Ulla Jelpke                | PDS                        | 1.830         | 1,4           | 2.419          | 1,9            |
|                            | Deutschland                | –             | –             | 53             | 0,0            |
|                            | APPD                       | –             | –             | 137            | 0,1            |
|                            | BüSo                       | –             | –             | 14             | 0,0            |
|                            | BFB – Die Offensive        | –             | –             | 65             | 0,1            |
|                            | Chance 2000                | –             | –             | 195            | 0,2            |
|                            | CM                         | –             | –             | 50             | 0,0            |
|                            | DVU                        | –             | –             | 1.347          | 1,1            |
| Josef Winter               | GRAUE                      | 895           | 0,7           | 635            | 0,5            |
| Jutta Carola Krüger        | REP                        | 1.646         | 1,3           | 1.024          | 0,8            |
|                            | FAMILIE                    | –             | –             | 163            | 0,1            |
|                            | DIE FRAUEN                 | –             | –             | 97             | 0,1            |
|                            | Pro DM                     | –             | –             | 491            | 0,4            |
|                            | MLPD                       | –             | –             | 15             | 0,0            |
|                            | Tierschutz                 | –             | –             | 325            | 0,3            |
|                            | NPD                        | –             | –             | 113            | 0,1            |
|                            | NATURGESETZ                | –             | –             | 55             | 0,0            |
|                            | ödp                        | –             | –             | 33             | 0,0            |
|                            | PBC                        | –             | –             | 99             | 0,1            |
|                            | Nichtwähler                | –             | –             | 193            | 0,2            |
|                            | PSG                        | –             | –             | 14             | 0,0            |

### Bundestagswahl 1994
| Gegenstand der Nachweisung | Gegenstand der Nachweisung | Erst- stimmen | Erst- stimmen | Zweit- stimmen | Zweit- stimmen |
| Bewerber                   | Partei                     | Anzahl        | %             | Anzahl         | %              |
| -------------------------- | -------------------------- | ------------- | ------------- | -------------- | -------------- |
| Wahlberechtigte            | Wahlberechtigte            | 158.633       | 100,0         | 158.633        | 100,0          |
| Wähler                     | Wähler                     | 126.249       | 79,6          | 126.249        | 79,6           |
| Ungültige Stimmen          | Ungültige Stimmen          | 2.212         | 1,8           | 1.744          | 1,4            |
| Gültige Stimmen            | Gültige Stimmen            | 124.037       | 100,0         | 124.505        | 100,0          |
| davon                      |                            |               |               |                |                |
| Volkmar Schultz            | SPD                        | 55.842        | 45,0          | 50.538         | 40,6           |
| Lothar Theodor Lemper      | CDU                        | 41.303        | 33,3          | 37.437         | 30,1           |
| Gerhart-Rudolf Baum        | F.D.P.                     | 5.581         | 4,5           | 10.370         | 8,3            |
| Volker Beck                | GRÜNE                      | 16.646        | 13,4          | 19.368         | 15,6           |
| Josef Fendel               | REP                        | 1.822         | 1,5           | 1.814          | 1,5            |
| Matthias W. Birkwald       | PDS                        | 1.708         | 1,4           | 2.856          | 2,3            |
|                            | Solidarität                | –             | –             | 25             | 0,0            |
|                            | BSA                        | –             | –             | 9              | 0,0            |
|                            | CM                         | –             | –             | 63             | 0,1            |
|                            | ZENTRUM                    | –             | –             | 29             | 0,0            |
| Jakob Klaes                | DIE GRAUEN                 | 1.135         | 0,9           | 1.031          | 0,8            |
|                            | NATURGESETZ                | –             | –             | 113            | 0,1            |
|                            | MLPD                       | –             | –             | 12             | 0,0            |
|                            | Die Tierschutzpartei       | –             | –             | 406            | 0,3            |
|                            | ÖDP                        | –             | –             | 118            | 0,1            |
|                            | PBC                        | –             | –             | 96             | 0,1            |
|                            | STATT Partei               | –             | –             | 220            | 0,2            |

### Bundestagswahl 1990
| Gegenstand der Nachweisung | Gegenstand der Nachweisung | Erst- stimmen | Erst- stimmen | Zweit- stimmen | Zweit- stimmen |
| Bewerber                   | Partei                     | Anzahl        | %             | Anzahl         | %              |
| -------------------------- | -------------------------- | ------------- | ------------- | -------------- | -------------- |
| Wahlberechtigte            | Wahlberechtigte            | 159.553       | 100,0         | 159.553        | 100,0          |
| Wähler                     | Wähler                     | 120.026       | 75,2          | 120.026        | 75,2           |
| Ungültige Stimmen          | Ungültige Stimmen          | 1.281         | 1,1           | 1.024          | 0,9            |
| Gültige Stimmen            | Gültige Stimmen            | 118.745       | 100,0         | 119.002        | 100,0          |
| davon                      |                            |               |               |                |                |
| Walter Rempe               | SPD                        | 53.730        | 45,2          | 51.789         | 43,5           |
| Lothar Theodor Lemper      | CDU                        | 38.951        | 32,8          | 36.892         | 31,0           |
| Gerhart Rudolf Baum        | F.D.P.                     | 10.938        | 9,2           | 15.115         | 12,7           |
| Volker Beck                | GRÜNE                      | 11.659        | 9,8           | 10.338         | 8,7            |
|                            | CM                         | –             | –             | 139            | 0,1            |
| Johanne Maria Maur         | DIE GRAUEN                 | 2.201         | 1,9           | 1.527          | 1,3            |
|                            | REP                        | –             | –             | 1.381          | 1,2            |
|                            | FRAUEN                     | –             | –             | 171            | 0,1            |
| Achim Ezer                 | NPD                        | 895           | 0,8           | 431            | 0,4            |
| Detlef Hinz                | ÖDP                        | 371           | 0,3           | 236            | 0,2            |
|                            | PDS                        | –             | –             | 940            | 0,8            |
|                            | Patrioten                  | –             | –             | 17             | 0,0            |
|                            | VAA                        | –             | –             | 26             | 0,0            |

### Bundestagswahl 1949
|                   | Partei            | Anzahl  | %     |
| ----------------- | ----------------- | ------- | ----- |
| Wahlberechtigte   | Wahlberechtigte   | 153.628 | 100,0 |
| Wähler            | Wähler            | 108.467 | 70,6  |
| Ungültige Stimmen | Ungültige Stimmen | 1.172   | 1,1   |
| Gültige Stimmen   | Gültige Stimmen   | 107.295 | 100,0 |
| davon             |                   |         |       |
| Aenne Brauksiepe  | SPD               | 34.809  | 32,4  |
|                   | CDU               | 45.232  | 42,2  |
|                   | FDP               | 16.045  | 15,0  |
|                   | KPD               | 7.825   | 7,3   |
|                   | ZENTRUM           | 1.101   | 1,0   |
|                   | DKP-DRP           | 1.576   | 1,5   |
|                   | RSF               | 395     | 0,4   |
|                   | RWVP              | 312     | 0,3   |